# Limite Vertical
Vertical Limit (bra/prt: Limite Vertical) é um filme americano de ação thriller de 2000, do gênero cinema de montanha, dirigido por Martin Campbell, escrito por Robert King e estrelado por Chris O'Donnell, Bill Paxton, Robin Tunney e Scott Glenn.
Limite Vertical foi filmado em locações nos Estados Unidos, no Paquistão e na Caxemira Livre do Paquistão (local do K2), e Queenstown, Nova Zelândia. O Monte Cook/Aoraki foi usado para reproduzir o cenário do K2. A equipe teve o alpinista profissional Barry Blanchard, que supervisionou as filmagens. Após um treinamento de um mês, começaram as filmagens. Todos os dias, a equipe de atores, diretor e produtores faziam uma viagem de uma hora de ônibus, mais 15 minutos em veículo especialmente desenhado para andar sobre a neve fofa e, muitas vezes, seguia-se a isso um passeio de helicóptero a pontos ainda mais inóspitos da montanha. Helicópteros Bell 212 contratados da Hevilift Austrália foram pintados em uma cor verde cáqui para representar a Força Aérea do Paquistão.
O filme foi lançado em 8 de dezembro de 2000 nos Estados Unidos pela Columbia Pictures com um orçamento de US$75 milhões, Limite Vertical faturou US$69,2 milhões no mercado interno e US$215,7 milhões em todo o mundo, o filme foi um sucesso, tornando-se o 17º filme de maior bilheteria de 2000. Nos Estados Unidos, o filme estreou em primeiro lugar durante seu dia de abertura, 8 de dezembro, ganhando cerca de US$5,1 milhões, ultrapassando How the Grinch Stole Christmas, que tinha ficado nesta posição desde 17 de novembro. Em sua semana de estreia, Limite Vertical terminou em segundo lugar nas bilheterias, com US$15,5 milhões.
O filme recebeu críticas mistas dos críticos, já que o filme detém uma classificação de 48% no Rotten Tomatoes com base em 110 comentários, com uma classificação média de 5,2/10. Em Metacritic, o filme tem uma pontuação média ponderada de 48 em 100, com base em 29 críticos, indicando "revisões mistas ou médias". O filme tem a classificação  em Allmovie.com. De acordo com o alpinista Alex Honnold a cena de abertura irrealista é "horrendo e provavelmente a pior cena em toda escalada em Hollywood". O filme também foi indicado ao BAFTA de melhores efeitos visuais, mas perdeu para The Perfect Storm.

## Filme
Peter Garrett (Chris O´Donnell) é um fotógrafo de vida selvagem em tempo integral da National Geographic que antes era um jovem alpinista que se afastou da sua irmã Annie Garrett (Robin Tunney) e do desporto após a trágica morte do pai Royce Garrett (Stuart Wilson) numa escalada no Monument Valley. Três anos depois, a equipe da sua irmã fica presa na K2, a segunda montanha mais alta do mundo. A 8 mil metros de altitude e com temperaturas muito baixas, eles sobreviverão por pouco tempo. Para salvá-los, Peter tem que organizar uma expedição de resgate, enfrentar os seus próprios limites, as forças da natureza e um dos picos mais temidos do mundo.

## Elenco
- Chris O'Donnell — Peter Garrett
- Bill Paxton — Elliot Vaughn
- Robin Tunney — Annie Garrett
- Scott Glenn — Montgomery Wick
- Izabella Scorupco — Monique Aubertine
- Robert Taylor — Skip Taylor
- Temuera Morrison — Major Rasul
- Stuart Wilson — Royce Garrett
- Nicholas Lea — Tom McLaren
- Alexander Siddig — Kareem Nazir
- David Hayman — Frank 'Chainsaw' Williams
- Ben Mendelsohn — Malcolm Bench
- Steve Le Marquand — Cyril Bench
- Roshan Seth — Coronel Amir Salem
- Ed Viesturs tem um cameo no filme, interpretando a si mesmo como um especialista de montanha.[13]